# Flower Tucci
Pour les articles homonymes, voir Flower et Tucci.
Flower Tucci, née le 2 janvier 1978 à Burbank en Californie, est un mannequin de charme et une actrice de films pornographiques américaine.

## Biographie
Étant jeune Flower Tucci faisait des Concours de beauté pour adolescente, jusqu'à être classée à la 10e place à Los Angeles. Elle arrête ses compétitions à 13 ans.
Elle travaillait comme décoratrice de gâteau dans une boulangerie quand elle répond à une petite annonce dans le journal LA Weekly. Sa première scène de pornographie était avec l'acteur Lexington Steele dans Balls Deep 6 sous le pseudonyme de "Flower".
Elle anime une émission sur KSEX radio sur le web et fait des apparitions dans l'émission télé réalité Family Business.
Elle se dit bisexuelle et vit avec l'actrice Olivia O'Lovely. Elle se spécialise dans les films d'éjaculation féminine (squirt). Elle est connue pour son fessier proéminent.
En 2009, elle a un problème avec la société de production "Reality Kings" qui possède le nom domaine flowertucci.com mais l'affaire fut résolue avec contrat d'exclusivité.

## Filmographie sélective
- 2002 : Extreme Teen 32
- 2002 : Welcum To Casa Butts 1
- 2003 : Backside Story
- 2003 : Special Auditions 4
- 2004 : Pussy Party 2 & 6
- 2004 : Pussy Lickin Good
- 2005 : Pussy Party 13
- 2005 : Dirty Girlz 4
- 2006 : Women Seeking Women 27
- 2006 : Pussy Party 15
- 2007 : Pussy Party 22
- 2007 : Blonde Legends
- 2008 : Pussy Party 24
- 2008 : Women Seeking Women 39
- 2008 : The Violation of Flower Tucci
- 2009 : Anal Buffet 2
- 2009 : Squirt Gangbang 4
- 2010 : Big Wet Butts 2
- 2010 : Masturbation Nation 7
- 2011 : White College Girls Wit Ass
- 2011 : Solo Sweethearts 1
- 2012 : Mean Dungeon 4
- 2012 : Squirt City Sluts
- 2013 : Ass Angels 9
- 2014 : Bush Bangers 3
- 2015 : Best of Flower Tucci
- 2016 : Women Seeking Women 126
- 2017 : Girls of Bang Bros 66: Ice Lafox

## Récompenses et nominations
Récompenses
- 2007 : AVN awards - Female Performer of the Year (2006) - Best Specialty Release – Squirting for Flower's Squirt Shower
- 2007 : AVN Award – Best Group Sex Scene, Video – Fashionistas: Safado

Nominations
- 2005 : XRCO
- 2005 : AVN Award nommée, Best Group Sex Scene - Video Anal Surprise Party (2004)
- 2005 : AVN Award nommée, Best Oral Sex Scene - Video Gag Factor 15 (2004)
- 2006 : AVN Award nommée, Best Solo Sex Scene She Squirts 15 (2005)
- 2006 : AVN Award nommée, Best Three-Way Sex Scene Flower's Squirt Shower (2005) avec Angela Stone & Lee Stone
- 2006 : AVN Award nommée, Best Couples Sex Scene - Video Cheek Freaks (2005) avec Van Damage
- 2006 : AVN Award nommée, Best All-Girl Sex Scene - Video War of the Girls (2005) avec Mari Possa, Samantha Ryan, Selena Silver
- 2007 : AVN Award nommée, Best Anal Sex Scene - Video Big Booty White Girls 4 (2006)
- 2007 : AVN Award nommée, Female Performer of the Year
- 2007 : AVN Award nommée, Most Outrageous Sex Scene - The Great American Squirt Off (2006)
- 2009 : AVN Award nommée, Best All-Girl Group Sex Scene - The Violation of Flower Tucci
- 2009 : AVN Award nommée, Most Outrageous Sex Scene - Squirt Gangbang 2 (2008)